# Salsipuedes o el amor, la guerra y unas anchoas
Salsipuedes o el amor, la guerra y unas anchoas es una ópera en tres actos del compositor mexicano Daniel Catán con un libreto en español del escritor cubano Eliseo Alberto, con colaboración del escritor mexicano Francisco Hinojosa y el propio Daniel Catán. La ópera fue comisionada por The Houston Grand Opera y presentada por primera vez el 29 de octubre de 2004.

## Sinopsis

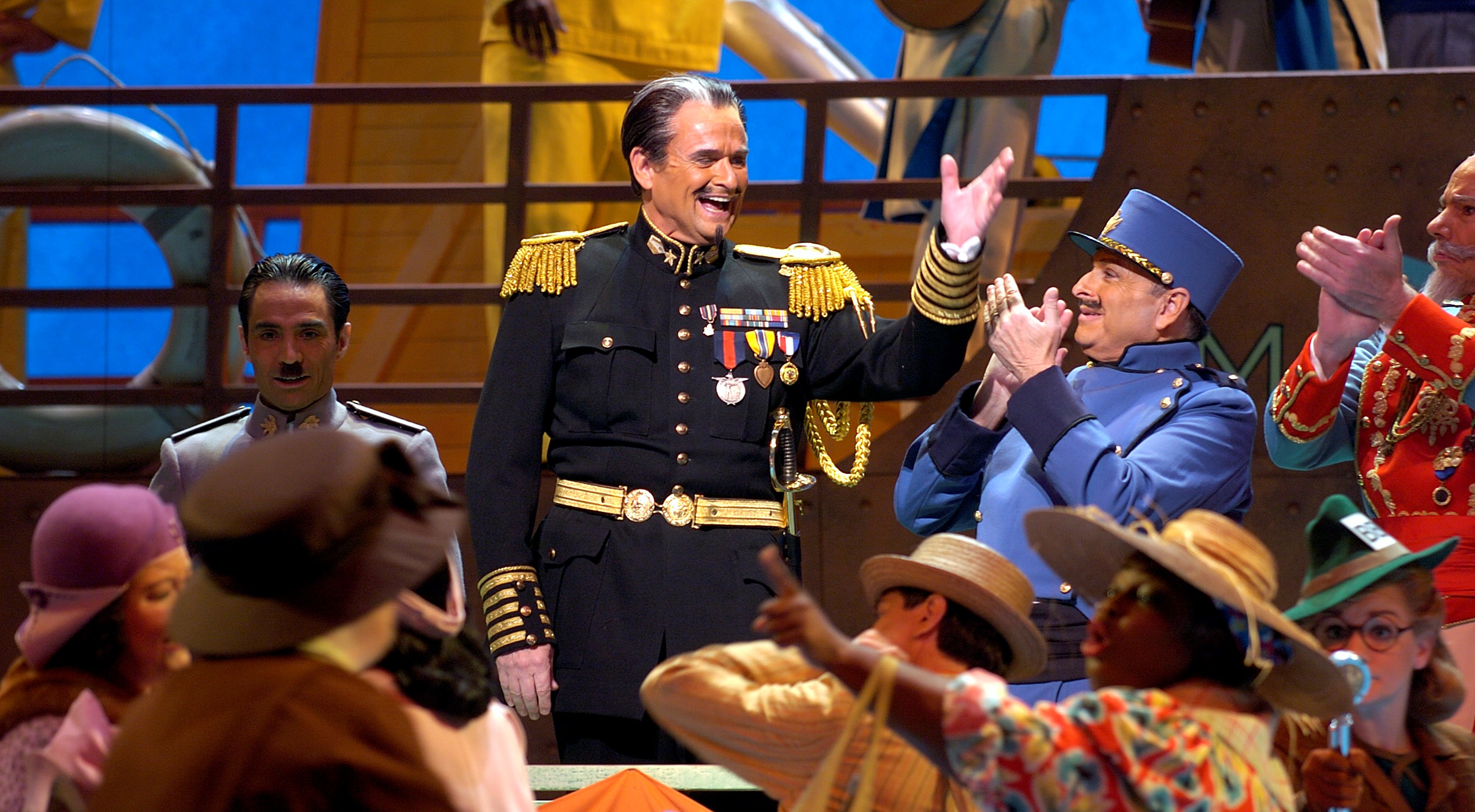
De izquierda a derecha: Sargento Guzmán, General García, Teniente y Coronel

A bordo del barco ‘El Invencible’ dos jóvenes recién casados, Ulises y Chucho, son llevados por error a una travesía en alta mar. Mientras tanto sus esposas los buscan desesperadamente por cada puerto en la isla. El barco, su Capitán el General García y su compinche, Guzmán, están enredados en los enjuagues de un gobierno corrupto. La isla le declara la guerra a la Alemania nazi pero en realidad está suministrando provisiones a los alemanes de una manera clandestina: ricas anchoas, vino, y manjares sin igual. Una obra que empieza como una gran comedia  tornándose oscura; el destino está en el juego de la vida.

## Orquestación
La orquestación en la obra es muy singular, no cuenta con violines y violas y es reconocida por mezclar ópera con instrumentos y ritmos caribeños.

## Personajes
| Papel                    | Tesitura               | Estreno el 29 de abril de 2004 Centro de Teatro Wortham de Houston, TX (Dirección Guido María Guida) |
| Personajes principales   | Personajes principales | Personajes principales                                                                               |
| ------------------------ | ---------------------- | --- |
| Ulises                   | tenor                  | Chad Shelton                                                                                         |
| Lucero                   | soprano                | Ana María Martínez                                                                                   |
| Chucho                   | barítono               | Scott Hendricks                                                                                      |
| Magali                   | mezzosoprano           | Zheng Cao                                                                                            |
| General García           | tenor                  | Joseph Evans                                                                                         |
| Personajes secundarios   |                        | |
| Sergeant Guzmán          | Sin cantar             | Pablo Bracho                                                                                         |
| Colonel & Madame Colette | bajo-barítono          | James Maddalena                                                                                      |
| El Chino                 | tenor                  | Nicholas Phan                                                                                        |
| Captain Magallanes       | barítono               | Oren Gradus                                                                                          |
| Lieutenant               | tenor                  | Jonathan Green                                                                                       |
| La China                 | soprano                | Heidi Stober                                                                                         |
| Orquídea                 | soprano                | Laquita Mitchell                                                                                     |

## Discografía
No hay registros de Salsipuedes comercialmente disponibles a partir de abril de 2017.